# Klazma
Klazma je bila čestica zemlje u posjedu države u Bizantskom carstvu. Uvodi se kao posljedica sve češćeg napuštanja zemlje siromašnih seljaka zbog alilengijske obveze. Naime, ako se prvobitni vlasnik ni u roku od 30 godina nije vratio na svoju česticu i obnovio redovno namirivanje svoje porezne obveze, takva je čestica postajala neograničeno vlasništvo države i više nije uopće bila opterećena porezom. Dio klazmi ostajao je trajan državni posjed, a većina njih je prodajom, poklanjanjem ili davanjem u zakup dospjevala u posjed dinata, bogatih zemljoposjednika.